# Hotel Los Tajibos

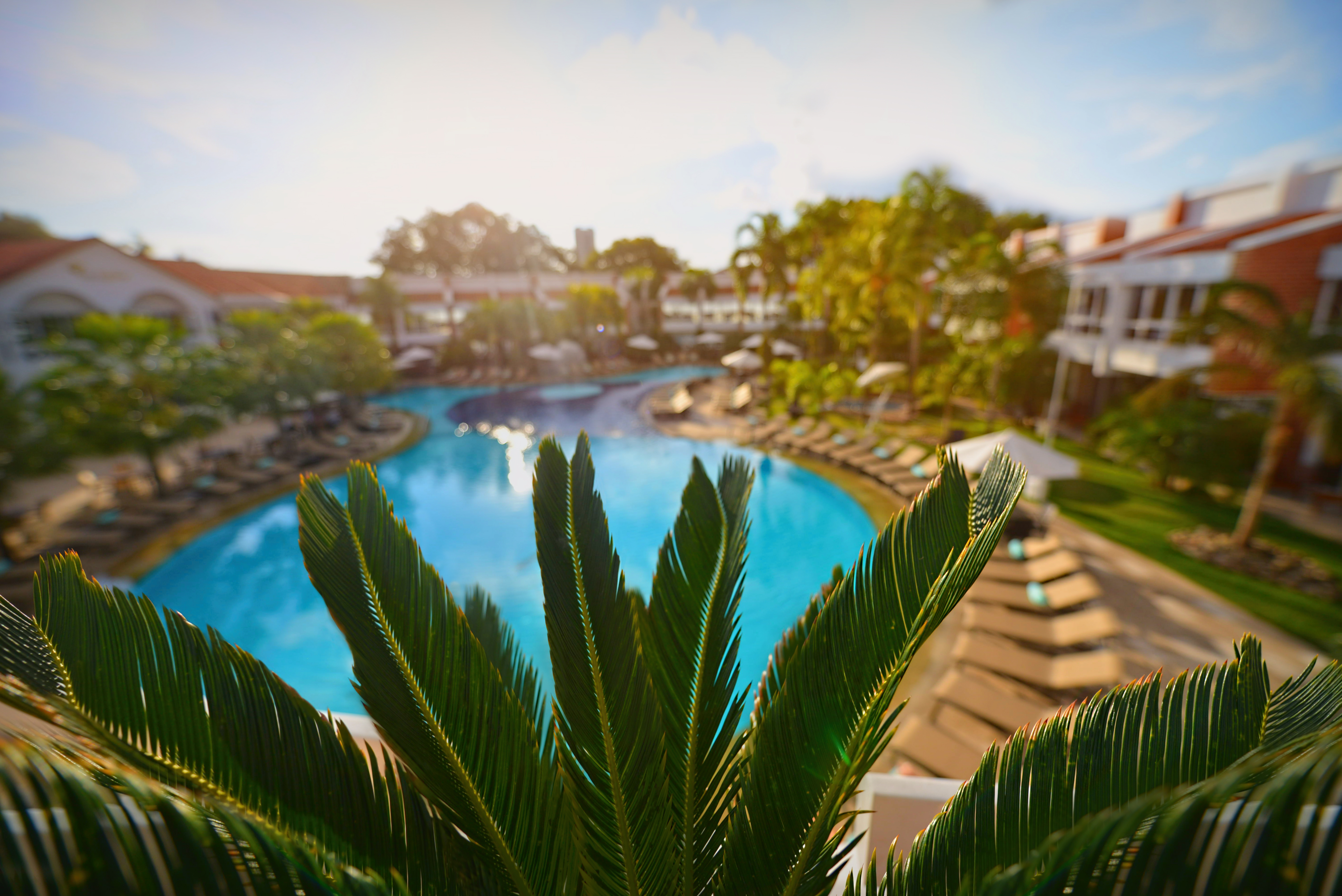
Vista de la piscina exterior del hotel.

El Hotel Los Tajibos es un hotel de Bolivia, ubicado en la ciudad de Santa Cruz de la Sierra. Es considerado como uno de los hoteles más importantes de Bolivia. Fue fundado en 1975, y a finales de 1997 se inauguró el Centro de Convenciones “El Conquistador”, uno de los más grandes e imponentes del país. Actualmente cuenta con 208 habitaciones, y cuenta con gimnasio, piscina exterior, un spa, además de cuatro restaurantes y un bar. Se encuentra distribuido sobre una superficie de 6 hectáreas con exuberante vegetación, en la zona de Equipetrol, al norte de la ciudad.

## Historia
El hotel fue fundado el 26 de febrero de 1975 y construido por el empresario Alberto M. Vásquez, nacido en La Paz. Inicialmente era un hotel de cuatro estrellas y era parte de la cadena Holiday Inn. En 1979 se inició su primera ampliación, que estuvo a cargo del arquitecto Lucho Gonzales y permitió tener 150 habitaciones. En 1984, debido al incremento de la demanda, se hizo una nueva ampliación con 42 habitaciones nuevas. En este momento se construye también un casino.
En 2008 se abrió el restaurante de sushi, fusión y teppanyaki Jardín de Asia, que forma parte del hotel. El año 2017 el hotel modernizó su ingreso principal, así como algunas habitaciones. En 2022 fue reconocido como el hotel con la mejor reputación corporativa del país, según el Ranking Merco Empresas y Líderes. El mismo año, el hotel se integró a la familia de hoteles Tribute Portfolio de Marriott International.